# Louis-Othon de Salm
Louis-Othon, prince de Salm ( allemand: Ludwig Otto; 24 octobre 1674 – 23 novembre 1738) est le comte de Salm-Salm à partir de 1710, le seul fils de Charles Théodore de Salm et de Louise-Marie du Palatinat. Il est mort à Anholt.

## Biographie
Il épouse Albertine-Jeanne de Nassau-Hadamar (5 juillet 1679 – 11 juin 1716), le 20 juillet 1700, fille de Jean de Nassau-Hadamar. Le couple a trois filles:
- Dorothée Françoise Agnès (21 janvier 1702 – 25 janvier 1751); mariée en 1719 à Nicolas Léopold, prince de Salm-Salm (1701-1770). Ils ont dix-huit enfants, et de nombreux descendants, notamment la princesse de Rosemarie de Salm-Salm et de Isabelle de Croÿ.
- Élisabeth Alexandrine Félicitée Charlotte (21 juillet 1704 – 27 décembre 1739); mariée en 1721 à Claude Lamoral II de Ligne.
- Christine Anne Louise Osvaldina (29 avril 1707 – 19 août 1775); mariée en 1726 à Joseph de Hesse-Rotenbourg (1701-1744), fils d'Ernest-Léopold de Hesse-Rheinfels-Rotenbourg et Éléonore de Lowenstein-Wertheim; leur fille aînée, Victoria de Hesse-Rotenbourg épouse le prince Charles de Rohan-Soubise. Elle épouse en 1753 en secondes noces son beau-frère, veuf de sa soeur, Nicolas-Léopold, prince de Salm-Salm.